# Rue Capronnier
La rue Capronnier (en néerlandais : Capronnierstraat) est une rue bruxelloise de la commune de Schaerbeek qui va de la rue Portaels à la rue François-Joseph Navez.

## Histoire et description
Elle porte le nom d'un peintre verrier d'origine française, Jean-Baptiste Capronnier, né à Paris en 1814 et décédé à Schaerbeek en 1891.
La numérotation des habitations va de 2 à 38 pour le côté pair, tandis que le côté impair ne comporte que le numéro 1.

## Adresse notable
- no 1 : école fondamentale communale no 14[1]

## Voies d'accès
- arrêt Princesse Élisabeth du tram 7
- arrêt Verboekhoven du tram 55
- arrêt Verboekhoven du bus 58
- arrêt Verboekhoven du bus 59
- arrêt Verboekhoven du tram 92